# Mindaugas Žukauskas
Mindaugas Žukauskas (ur. 24 sierpnia 1975 w Szawle) – litewski koszykarz występujący na pozycjach niskiego lub silnego skrzydłowego, olimpijczyk, mistrz Europy, brązowy medalista olimpijski, wielokrotny mistrz rozmaitych lig oraz pucharów europejskich.

## Osiągnięcia
Na podstawie, o ile nie zaznaczono inaczej.

### Drużynowe
- Mistrz:
  - Euroligi (1999)
  - Ligi Północnoeuropejskiej NEBL (1999)
  - Litwy (1998, 1999)
  - Słowenii (2001)
  - Włoch (2004)
- Wicemistrz Litwy (2000)
- Brąz:
  - Euroligi (2003)
  - Ligi Bałtyckiej (2010)
  - mistrzostw Litwy (2010)
  - pucharu Litwy (2010)
- Uczestnik Final Four Euroligi (2004)
- Zdobywca
  - pucharu:
    - Saporty (1998, 2002)
    - Słowenii (2001)

  - superpucharu Włoch (2004)
- Finalista Włoch (2002)

### Kadra
- Mistrz Europy (2003)
- Brązowy medalista olimpijski (1996)
- Uczestnik:
  - igrzysk olimpijskich (1996, 2004 – 4. miejsce)
  - mistrzostw:
    - świata (1998 – 7. miejsce, 2006 – 7. miejsce)
    - Europy (1999 – 5. miejsce, 2001 – 12. miejsce, 2003, 2005 – 5. miejsce)
    - świata U–22 (1997 – 8. miejsce)